# Móra d’Ebre
Móra d’Ebre – gmina w Hiszpanii, w prowincji Tarragona, w Katalonii, o powierzchni 44,89 km². W 2011 roku gmina liczyła 5704 mieszkańców.